# Дифірамб
Дифірамб або дитирамб (грец. Διθύραμβος) — особливий вид давньогрецької лірики. Первісно культова пісня на честь Діоніса.
У переносному значенні дифірамб — перебільшена похвала; вживається також у вислові «співати дифірамби».
Стародавні греки визначили критерії дифірамб наступним чином:
- особливий ритм.
- супровід Авлоса у Фригійському ладі.
- значний розповідний зміст.
- за походженням антистрофічний характер.

Змагання між групами, які співали дифірамби було важливою частиною фестивалів Діоніса, таких як Діонісія та Ленея. В кожну групу входило два хори, один з чоловіків та один з хлопців, кожен під керівництвом корифея. Назви команд-переможців змагань з дифірамб в Афінах були записані на дошці. Успішний хорегос отримав би статую, яку було б встановлено — за його кошти — як громадський пам'ятник для вшанування перемоги. Однак більшість поетів залишаються невідомими.
Найдавніша згадка про діфірамб, знайдена сером Артуром Уолласом Пікардом-Кембриджем [], є у фрагменті Архілоха, який був відомим у першій половині сьомого століття до н. е.: «Я знаю, як вести чудову пісню лорда Діоніса, дифірамб, коли моя дотепність злита з вином». Як літературна композиція для хорів, їх натхнення невідоме, хоча дифірамби, мабуть, були написані грецькою мовою, оскільки Геродот прямо говорить про Аріона з Лесбоса як про «перших із людей, про яких ми знаємо, що склали дифірамб та назвали його та створили в Коринфі».
Слово дифірамб не має відомого походження, але часто вважається, що воно не походить з грецької мови. Стара гіпотеза полягає в тому, що слово запозичене з фригійської чи пеласгійської і буквально означає «чотири-кроковий», уподібнений до ямба, але Х. С. Верснель відкидає цю етимологію і пропонує замість цього похідне від культового вигуку. Діфірамби складали поети Сімонід та Вакхілід, а також Піндар (єдиний, чиї твори збереглися уподібнено до їх первісної форми)
Пізніші приклади були присвячені іншим богам, але згодом дифірамб був розроблений (традиційно Аріоном) у літературну форму. За Арістотелем, афінська трагедія розвивалася з дифірамби; дві форми розвивалися поруч одна з одною протягом певного часу. Найясніший сенс дифірамбу як прототрагедії походить від вцілілого дифірамбу Вакхіліда, хоча він був складений після того, як трагедія вже повністю розвинулася. Дифірамб Вакхіліда — це діалог між одиночним співаком та хором. Це говорить про те, що саме трагедія могла нагадувати, перш ніж Есхіл замість хору додав другого актора.
У пізньому V столітті до нашої ери дифірамб «став улюбленим засобом музичних експериментів поетів „нової музики“». До цього руху входили поети Тимофій Мілетський, Кінезій, Меланіпід і Філоксен Кітерський. До IV століття до н. е. жанр був у занепаді, хоча змагання з дифірамби не закінчилися аж до римського захоплення Греції.

## Сучасний дифірамб
Діфірамби рідкісні в літературі англійською мовою. У німецькій літературі вони з'являються частіше, а з XIX століття декілька композицій були натхненні ними.

## Музика і танці
З XIX століття дифірамби часто з'являються у класичній музиці, а також у вокальній та інструментальній композиції.
Франц Шуберт написав пісню для басового голосу на основі Дифірамб Шиллера. Попередня спроба Шуберта створити ту саму поему для більш розширеного вокального ансамблю залишилася незавершеною. Йоганн Фрідріх Рейхардт (у «Ліричних віршах Шиллера» том 2, опублікований близько 1809 р.) та Вільгельм Тауберт були іншими композиторами, що створювали композиції на основі віршів Шиллера. Інші композитори, що базуються на вокальній музиці в дифірамбах, включають Джузеппе Верді та Макса Бруха. Отмар Шек 1911 року створив композицію, яка базується на безіменному вірші Гете.
Інструментальні дифірамби склали Роберт Фолькман та Герман Ріттер. Метнер Микола Карлович склав кілька дифірамбів, включаючи набір із трьох для сольного фортепіано. Крім того, заключний момент його першої сонати для скрипки тв.21 носить назву Дифірамб. Також танець Дифірамб зустрічається в циклі Забуті мотиви Op. 40.
Останній момент концерту Ігоря Стравінського для скрипки та фортепіано має назву Діфірамб. Річард Едвард Вілсон написав Дифірамб 1983 року — для гобоя та кларнета. Вольфганг Рім склав 30-хвилинний твір «Концерт» у 2000 році з підзаголовком «Дифірамб» та озвученням струнного квартету та оркестру.
У 1961 р. Американський хореограф Джеймс Варінг створив танцювальний твір під назвою Дифірамб з музикою Дж. Брехта.

## Історія
Сюжетом для дифірамбів були міфи про Діоніса. Найбільшої слави здобули дифірамби, що їх співали хори, учасники яких були переодягнені в сатирів. Такі пісні дали початок старогрецькій трагедії в VI столітті до н. е. Згодом зміст дифірамбів значно розширився, їх стали виконувати й на честь інших богів та героїв.
Найвидатнішими творцями дифірамбів у VI й V століттях до н. е. були Сімонід з Кеоса й Піндар. У VI столітті до н. е. змінився характер дифірамбу: на першому місці стала музика, яку виконував один «актор» під акомпанемент кітари, зміст поповнився сюжетами з інших міфів, а також сюжетами на історичну тематику. Зберігся дифірамб Тімотея з Мілета (446 — 357 до н. е.) про бій біля Саламіна.